# Clypeolaria ovata
Clypeolaria ovata es una especie de  insecto coleóptero de la familia Chrysomelidae.
Fue descrita científicamente por primera vez en 2002 por Medvedev.